# Fukomys ilariae
Fukomys ilariae és una espècie de mamífer rosegador de la família de les rates talp. Es creu que és oriünda de Shabeellaha Hoose (Somàlia). Fou descrita a partir d'un exemplar que s'havia conservat durant gairebé un segle al Museu Cívic de Zoologia de Roma sense que els científics s'adonessin que es tractava d'una espècie a part. A diferència de les altres rates talp, F. ilariae té les urpes curtes i corbes, cosa que suggereix que podria viure principalment sobre les roques en lloc de sota terra.
El seu nom específic, ilariae, és en honor de la periodista italana Ilaria Alpi, que el 1994 fou assassinada a Mogadiscio juntament amb el seu càmera, Miran Hovratin, quan investigaven el transport de productes tòxics entre Somàlia i Itàlia.